# 绍兴公园
绍兴公园是中華人民共和國上海市黃浦區的一個公園，面積為0.27公顷。中華民國大陸時期此處為垃圾場和棚戶區。1951年5月28日，绍兴公园建成开放，當時名為绍兴儿童公园。1969年更名绍兴公园。1970年為修建地下防空工程而關閉，後一度又作為陕西中学操场使用。1975年绍兴公园重新开放。1978年再度更名為绍兴儿童公园。後又更名為紹興公園。公園內有梅屋庄吉铜像，梅屋庄吉曾居住於绍兴公园所在地。上海盆景赏石协会也位於此地。